# متیو فلیندرز
متیو فلیندرز (۱۶ مارس ۱۷۷۴ – ۱۹ ژوئیه ۱۸۱۴) ناوبر و نقشه‌نگار انگلیسی بود که نخستین بار با دور زدن استرالیا دریافت که این منطقه یک قاره است.
فلیندرز سه سفر بین ۱۷۹۱ و ۱۸۱۰ به سمت اقیانوس جنوبی انجام داد. سومین سفر وی دور استرالیا بود.

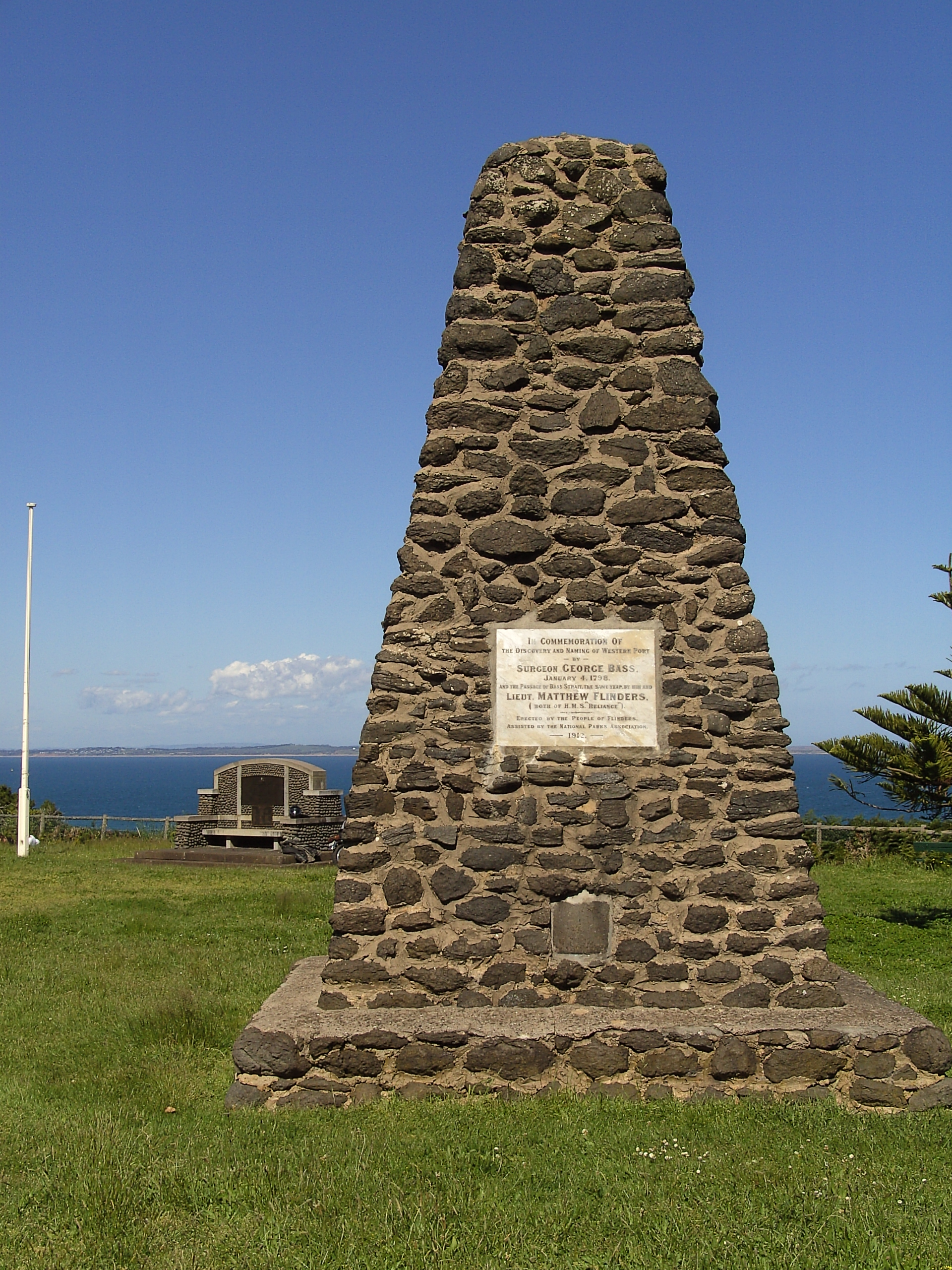
یادبود فلیندرز در فلیندرز در ایالت ویکتوریا.

در سال ۱۷۹۸ متیو فلیندرز درجه ستوانی دریافت کرد و فرمانده کشتی نورفولک شد.

## فرمان محقق
کارهای فلیندرز مورد توجه افراد بانفوذ به ویژه ژوزف بنکس قرار گرفت و در نتیجه در ژانویه ۱۸۰۱ فرماندهی کشتی اینوستیگیتور که یک کشتی بزرگ ۳۳۴ تنی مخصوص حمل الوار بود به وی داده شد.

## اکتشاف خطوط ساحلی استرالیا

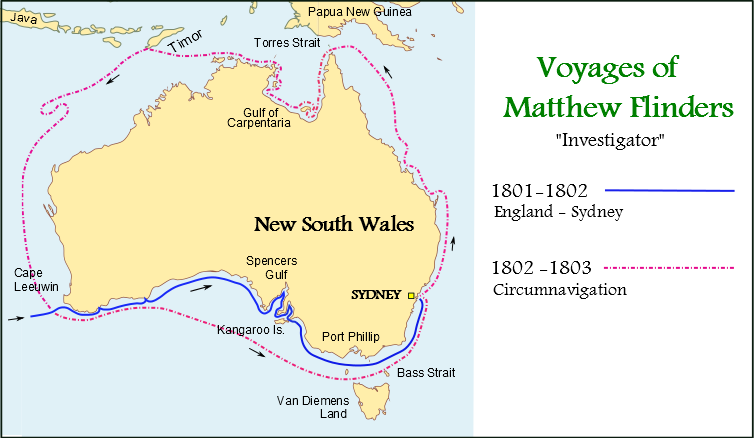
سفرهای فلیندرز در دور استرالیا.

فلیندرز با کشتی Investigator در ۶ دسامبر سال ۱۸۰۱به دماغه لیووین رسید و اقدام به پیمودن ساحل سرزمین اصلی در جنوب استرالیا کرد.

## مرگ
در ۱۹ ژوئیه سال ۱۸۱۴ یک روز پس از انتشار کتاب و اطلس مربوط وی، فلیندرز در سن ۴۰ سالگی مرد. قبر فلیندرز در ایستگاه راه‌آهن یوستون قرار دارد.

## کشف قبر فلیندرز
بعد از دویست سال، قبر فلیندرز کشف شد. کارگران تأسیس ایستگاه راه‌آهن یوستون در زمان گودبرداری، یک لوح مکتوب بر روی یک سنگ قبر و بقایای چندصد نفر را در لندن کشف کردند. سنگ بنای فلیندرز، همراه با بسیاری دیگر در دهه۱۸۴۰برداشته و حذف شد. مورخان فکر می‌کردند که بقای خود او نیز ممکن است برای همیشه از بین رفته باشد.

## نامگذاری استرالیا

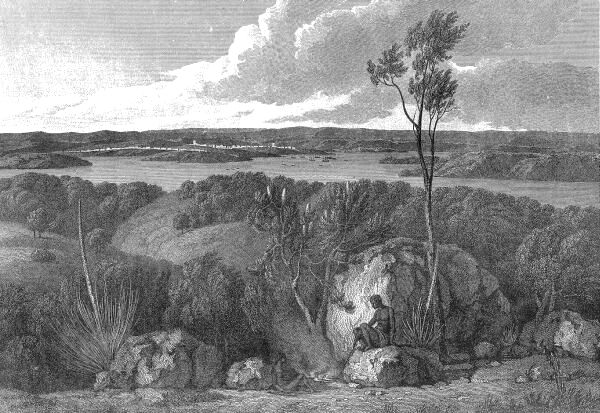
نمایی از بندر جکسون گرفته شده از جنوب از کتاب سفر به Terra Australis (سرزمین ناشناخته جنوبی)

فلیندرز نخستین کسی نبود که کلمه «استرالیا» را ابداع کرد. او در سال ۱۸۰۴ خطاب به برادرش نوشت: «من کل این جزیره را استرالیا یا ترا استرالیا می‌نامم».

## میراث فلیندرز

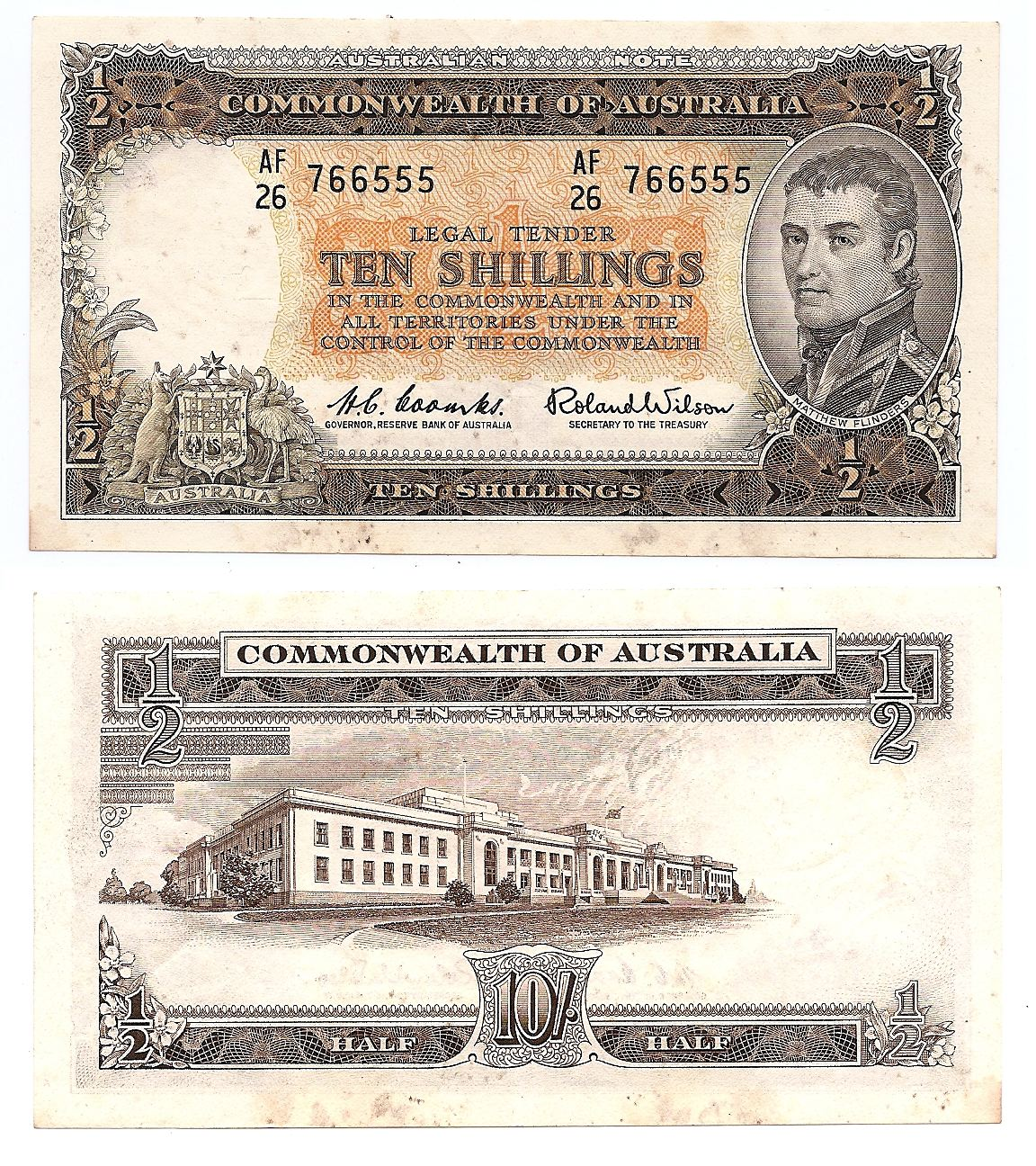
اسکناس ۱۰ شیلینگی استرالیا با تصویری از فلیندرز.

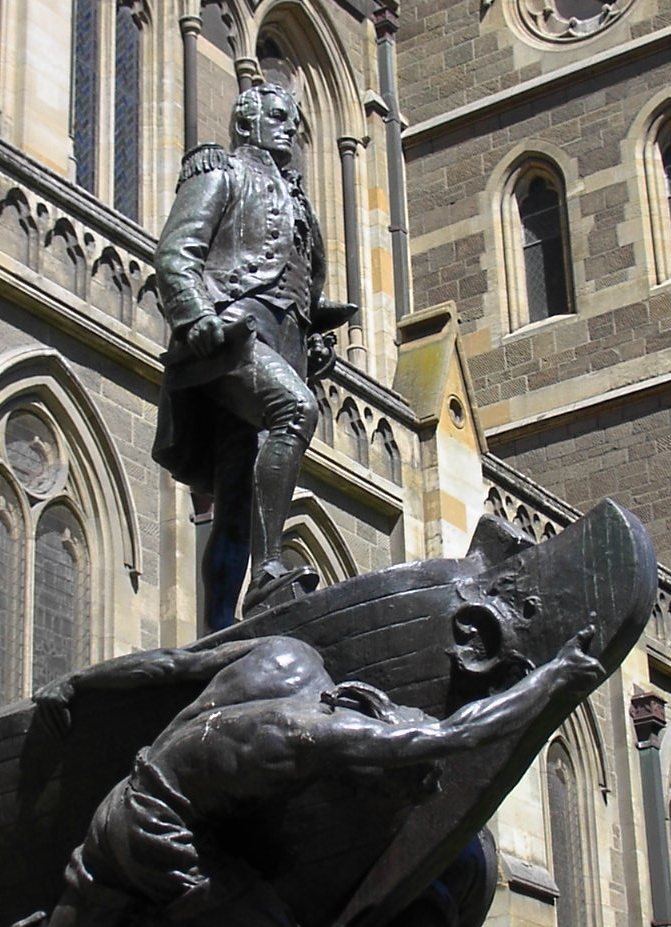
مجسمه فلیندرز در خارج از کلیسای جامع سنت پل در ملبورن.

فلیندرز نام خودش را بر جایی در استرالیا نگذاشت اما پس از مرگش جاهای متعددی به ویژه در استرالیا به افتخار وی «فلیندرز» نام گرفته و یادمانهایی برایش ساخته شده. در ایالت استرالیای جنوبی، فلیندرز رنجز و پارک ملی فلیندرز به نام وی نام گرفته‌اند. دانشگاه فلیندرز نیز نام وی را یدک می‌کشد.
خلیج فلیندرز در استرالیای غربی و جاده فلیندرز در کانبرا همچنین بزرگداشت او هستند.

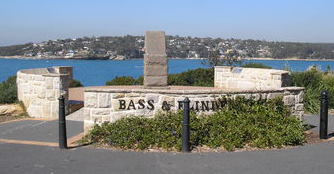
منطقه باس و فلیندرز در کرونولا در ایالت نیو ساوت ولز.

## آثار
- A Voyage to Terra Australis, with an accompanying Atlas. 2 vol. – London: G & W Nicol, 18. ژوئیه ۱۸۱۴
- Australia Circumnavigated: The Journal of HMS Investigator, 1801–1803. Edited by Kenneth Morgan, 2 vols, The Hakluyt Society, London, 2015.
- Trim: Being the True Story of a Brave Seafaring Cat.
- Private Journal 1803–1814. Edited with an introduction by Anthony J. Brown and Gillian Dooley. Friends of the State Library of South Australia, 2005.
- Flinders, Matthew (1806). "Observations upon the Marine Barometer, Made during the Examination of the Coasts of New Holland and New South Wales, in the Years 1801, 1802, and 1803". Philosophical Transactions of the Royal Society. 96: 239–266. doi:10.1098/rstl.1806.0012.
- Flinders, Matthew (1805). "Concerning the Differences in the Magnetic Needle, on Board the Investigator, Arising from an Alteration in the Direction of the Ship's Head". Philosophical Transactions of the Royal Society. 95: 186–197. doi:10.1098/rstl.1805.0012.

## یادداشت
1. ↑  Dany Bréelle, 'Matthew Flinders’s Australian Toponymy and its British Connections', The Journal of the Hakluyt Society, November 2013  بایگانی‌شده  در ۴ آوریل ۲۰۱۵ توسط Wayback Machine
2. ↑  Captain M. K. Barritt, RN, 'Matthew Flinders’s Survey Practices and Records', The Journal of the Hakluyt Society, March 2014  بایگانی‌شده  در ۲۵ اوت ۲۰۱۴ توسط Wayback Machine
3. ↑  Miranda, C. : Skeleton of renowned explorer Matthew Flinders is lying in the path of London rail link — and could be exhumed News Limited Network, 28 February 2014.
4. ↑  بعد از دویست سال، کشف قبر کاپیتانی که قاره بودن استرالیا را کشف کرده بود, 1397, retrieved 2019-06-16
5. ↑  "Explorer Matthew Flinders' remains discovered under London train station". SBS News (به انگلیسی). 2019-01-25. Retrieved 2019-06-16.
6. ↑  "First Instance of the Word Australia being applied specifically to the Continent - in 1794" Zoology of New Holland - Shaw, George,1751-1813; Sowerby, James,1757-1822 Page 2.
7. ↑  Smith, Pam; Pate, F. Donald; Martin, Robert (2006). Valleys of Stone: The Archaeology and History of Adelaide's Hills Face. Belair, South Australia: Kōpi Books. p. 232. ISBN 0 975 7359-6-9.